# Sportivul anului din SUA
Sportivul anului (Sportsman of the Year) este o distincție sportivă care a început să fie atribuit de revista "Sports Illustrated" din anul 1954, anual celor mai buni sportivi sau celor mai bune echipe nord-americane. Acest titlu s-a acordat în mod excepțional în anul 1994, patinatorului norvegian Johann Olav Koss.

## Lista sportivilor
| Anul | Nume                                                              | Sport            | Realizare                                                              |
| ---- | ----------------------------------------------------------------- | ---------------- | ---------------------------------------------------------------------- |
|      |                                                                   |                  |                                                                        |
| 1954 | Roger Bannister                                                   | atletism         | primul alergător care a coborât sub patru minute pe distanța de o milă |
| 1955 | Johnny Podres                                                     | baseball         | World Series-MVP                                                       |
| 1956 | Bobby Morrow                                                      | atletism         | de trei ori campion olimpic                                            |
| 1957 | Stan Musial                                                       | baseball         | "Cea mai bună medie de puncte în National League"                      |
| 1958 | Rafer Johnson                                                     | atletism         | Record mondial la decatlon                                             |
| 1959 | Ingemar Johansson                                                 | box              | Campion mondial la categoria grea                                      |
| 1960 | Arnold Palmer                                                     | golf             | PGA-jucătorul anului                                                   |
| 1961 | Jerry Lucas                                                       | baschet          | Final Four-MVP                                                         |
| 1962 | Terry Baker                                                       | fotbal american  | Heisman Trophy -câștigător                                             |
| 1963 | Pete Rozelle                                                      | fotbal american  | Președinte NFL                                                         |
| 1964 | Ken Venturi                                                       | golf             | Campion US Open                                                        |
| 1965 | Sandy Koufax                                                      | baseball         | Campion World Series                                                   |
| 1966 | Jim Ryun                                                          | atletism         | record mondial al milei                                                |
| 1967 | Carl Yastrzemski                                                  | baseball         | câștigător Triple Crown                                                |
| 1968 | Bill Russell                                                      | baschet          | Campion NBA ca jucător-antrenor                                        |
| 1969 | Tom Seaver                                                        | baseball         | Campion World Series                                                   |
| 1970 | Bobby Orr                                                         | hochei pe gheață | MVP NHL                                                                |
| 1971 | Lee Trevino                                                       | golf             | PGA-jucătorul anului                                                   |
| 1972 | Billie Jean King                                                  | tenis            | trei Grand Slam-uri                                                    |
|      | John Wooden                                                       | baschet          | Antrenor câștigător NCAA                                               |
| 1973 | Jackie Stewart                                                    | motorsport       | Campion mondial Formula 1                                              |
| 1974 | Muhammad Ali                                                      | box              | Campion mondial la categoria grea                                      |
| 1975 | Pete Rose                                                         | baseball         | MVP World Series                                                       |
| 1976 | Chris Evert                                                       | tenis            | două titluri Grand Slam                                                |
| 1977 | Steve Cauthen                                                     | curse de cai     | premiul Eclipse pentru jocheu de elită                                 |
| 1978 | Jack Nicklaus                                                     | golf             | Câștigător The Open Championship                                       |
| 1979 | Terry Bradshaw                                                    | fotbal american  | MVP Super Bowl                                                         |
|      | Willie Stargell                                                   | baseball         | MVP World Series                                                       |
| 1980 | Echipa națională de hochei pe gheață                              | hochei pe gheață | campioni olimpici                                                      |
| 1981 | Sugar Ray Leonard                                                 | box              | Campion mondial la categoria grea                                      |
| 1982 | Wayne Gretzky                                                     | hochei pe gheață | MVP NHL                                                                |
| 1983 | Mary Decker                                                       | atletism         | de 2 ori campioană mondială                                            |
| 1984 | Edwin Moses                                                       | atletism         | campion olimpic                                                        |
|      | Mary Lou Retton                                                   | gimnastică       | campioană olimpică                                                     |
| 1985 | Kareem Abdul-Jabbar                                               | baschet          | MVP finala NBA                                                         |
| 1986 | Joe Paterno                                                       | fotbal american  | Antrenor campion NCAA                                                  |
| 1987 | "Athletes Who Care":                                              |                  |                                                                        |
|      | Bob Bourne                                                        | hochei pe gheață | a ajutat copiii handicapați                                            |
|      | Judi Brown King                                                   | atletism         | a ajutat copiii maltratați                                             |
|      | Kip Keino                                                         | atletism         | a ajutat copiii orfani                                                 |
|      | Dale Murphy                                                       | baseball         | Charity spokesman                                                      |
|      | Chip Rives                                                        | fotbal american  | a ajutat copiii săraci                                                 |
|      | Patty Sheehan                                                     | golf             | a ajutat fetele maltratate                                             |
|      | Rory Sparrow                                                      | baschet          | a sprijinit școlarii                                                   |
|      | Reggie Williams                                                   | fotbal american  | A ajutat liceeni                                                       |
| 1988 | Orel Hershiser                                                    | baseball         | MVP World Series                                                       |
| 1989 | Greg LeMond                                                       | ciclism          | câștigător Tour de France                                              |
| 1990 | Joe Montana                                                       | fotbal american  | de 3 ori MVP Super Bowl                                                |
| 1991 | Michael Jordan                                                    | baschet          | NBA-MVP                                                                |
| 1992 | Arthur Ashe                                                       | tenis            | contribuitor la ajutoare umanitare                                     |
| 1993 | Don Shula                                                         | fotbal american  | cel mai bun antrenor NFL                                               |
| 1994 | Bonnie Blair                                                      | patinaj viteză   | de 2 ori campioană olimpică                                            |
|      | Johann Olav Koss                                                  | patinaj viteză   | de 3 ori campion olimpic                                               |
| 1995 | Cal Ripken Jr.                                                    | baseball         | Record de meciuri consecutive                                          |
| 1996 | Tiger Woods                                                       | golf             | Campion US Amateur, NCAA                                               |
| 1997 | Dean Smith                                                        | baschet          | cel mai bun antrenor din Colegii                                       |
| 1998 | Mark McGwire                                                      | baseball         | Record de Home Run într-un sezon                                       |
|      | Sammy Sosa                                                        | baseball         | MVP National League                                                    |
| 1999 | Echipa națională feminină de fotbal a Statelor Unite ale Americii | fotbal           | Campioană mondială                                                     |
| 2000 | Tiger Woods                                                       | golf             | câștigător a trei Mari Șlemuri                                         |
| 2001 | Curt Schilling                                                    | baseball         | CoMVP-World Series                                                     |
|      | Randy Johnson                                                     | baseball         | CoMVP-World Series                                                     |
| 2002 | Lance Armstrong                                                   | ciclism          | câștigător Tour de France                                              |
| 2003 | David Robinson                                                    | baschet          | de 2 ori campion NBA                                                   |
|      | Tim Duncan                                                        | baschet          | NBA-MVP, MVP finala NBA                                                |
| 2004 | Boston Red Sox                                                    | baschet          | câștigătoare World Series 2004                                         |
| 2005 | Tom Brady                                                         | fotbal american  | de 2 ori Super Bowl-MVP                                                |
| 2006 | Dwyane Wade                                                       | baschet          | Campion NBA, MVP finala NBA                                            |
| 2007 | Brett Favre                                                       | fotbal american  | „Pentru perseverență și pasiune”                                       |
| 2008 | Michael Phelps                                                    | natație          | 8 medalii de aur la Jocurile Olimpice de vară din 2008                 |
| 2009 | Derek Jeter                                                       | baseball         | Căștigător World Series                                                |